# Rhaphidophora montana
Rhaphidophora montana är en kallaväxtart som först beskrevs av Carl Ludwig von Blume, och fick sitt nu gällande namn av Heinrich Wilhelm Schott. Rhaphidophora montana ingår i släktet Rhaphidophora och familjen kallaväxter. Inga underarter finns listade.